# Farad
Il farad (simbolo F) è l'unità di misura della capacità elettrica nel Sistema internazionale di unità di misura (SI).
È derivata da altre unità di misura fondamentali: infatti, è dato dal rapporto tra il coulomb e il volt:
{\displaystyle \mathrm {F={\frac {C}{V}}={\frac {s^{2}}{H}}={\frac {A\cdot s}{V}}={\frac {C^{2}}{J}}={\frac {A^{2}\cdot s^{2}}{\ N\cdot m}}={\frac {s^{4}\cdot A^{2}}{m^{2}\cdot kg}}} }
Il suo nome deriva da quello del fisico Michael Faraday (1791 – 1867).
Un condensatore con capacità di 1 F varia di 1 volt il suo potenziale quando la sua carica immagazzinata varia di 1 coulomb. Si tratta di una capacità molto elevata, basti pensare che la Terra ha la capacità di un millifarad (1 mF). A causa di ciò, nella pratica si usano i suoi sottomultipli: il microfarad (1 μF=10-6 F); il nanofarad (1 nF=10-9 F); il picofarad (1 pF=10-12 F). Con l'avvento dei supercondensatori sono ora disponibili componenti a bassissima tensione che presentano capacità di migliaia di Farad.
Il farad non va confuso con il faraday, una vecchia unità di misura per la carica elettrica ora rimpiazzata dal coulomb, ma ancora comune in elettrochimica.
Il suo inverso, che misura l'elastanza elettrica è anche detto daraf su proposta dell'ing. A. E. Kennelly (1936), sebbene si tratti di una denominazione poco usata e non accettata dal SI.